# Reakcja SN2
SN2 – uniwersalnie stosowany w chemii organicznej symbol dla reakcji chemicznej substytucji nukleofilowej zachodzącej poprzez mechanizm dwucząsteczkowy.
Reakcja przebiega w jednym etapie ze stanem przejściowym. W przypadku, gdy reakcja zachodzi przy asymetrycznym atomie węgla, następuje inwersja konfiguracji absolutnej. W przypadku gdy zachodzi przy atomie fosforu, siarki czy krzemu, może w niektórych przypadkach dochodzić do powstawania związku przejściowego, który może ulec pseudorotacji, co w efekcie prowadzi do retencji konfiguracji absolutnej lub racemizacji.

## Mechanizm reakcji
Reakcja rozpoczyna się od ataku nukleofila na atom centralny z przeciwnej strony, niż zajmuje grupa odchodząca. W przypadku reakcji przy atomie węgla powstaje stan przejściowy o budowie podwójnej piramidy trygonalnej, w której atom ten jest chwilowo pięciowiązalny, a trzy podstawniki, które nie biorą udziału w reakcji, umiejscowione są w jednej płaszczyźnie, prostopadłej do osi wiązań nukleofil - atom węgla – grupa odchodząca.  W drugim etapie od stanu przejściowego odrywa się grupa odchodząca, atom węgla staje się ponownie czterowiązalny, a trzy podstawniki, nie biorące udziału w reakcji, ulegają przemieszczeniu w stronę grupy odchodzącej.

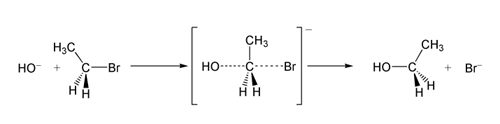
Schemat mechanizmu reakcji S_{N}2 bromoetanu z jonem hydroksylowym.

Typowe reakcje konkurencyjne dla SN2 to reakcja SN1 lub eliminacja E2.